# Tsutomu Yamazaki
Tsutomu Yamazaki (山崎努?, Yamazaki Tsutomu; Matsudo, 2 dicembre 1936) è un attore giapponese.

## Biografia
Dopo esser stato uno degli attori prediletti di Akira Kurosawa, che l'ha voluto in molti dei suoi film (tra cui Anatomia di un rapimento), di recente ha partecipato anche a vari dorama televisivi affiancando giovani idol come Yamapi. Ha raggiunto la consacrazione nel 2008 nel film premio Oscar Departures, in cui interpretava il proprietario dell’agenzia di tanatoestetica. Ha ricevuto una candidatura ai Kinema Junpo Awards e al Yokohama Film Festival come miglior attore non protagonista per il film The Guys from Paradise di Takashi Miike. È stato scelto anche per la pellicola del 2013 Proteggi l'assassino - Shield of Straw, sempre di Miike.

## Filmografia

### Cinema
- L'immortale (2017)
- Proteggi l'assassino - Shield of Straw (Wara no tate 藁の楯) (2013) - Takaoki Ninagawa
- Kiseki no Ringo (2013) - Seiji (Mieko's father)
- Hayabusa: Harukanaru Kikan (2012) - Hiroshi Higashide
- Kitsutsuki to Ame (2012) - Keijiro Haba
- Kirin no Tsubasa: Gekijoban Shinzanmono (2012) - Takamasa Kaga
- Space Battleship Yamato (2010) - Juzo Okita
- Kamui Gaiden (2009) - Narratore
- The Ramen Girl (2008) - Grand Master
- Departures (2008)
- Kuraimāzu hai (2008)
- Kurosagi (2008)
- Dolphin blue: Fuji, mou ichido sora e (2007)
- Korogi (2006)
- Yuki ni negau koto (2005) - Tanba
- Shinibana (2004)
- Sekai no chūshin de, ai o sakebu (2004) - Shigezou Matsumoto
- 13 kaidan (2003) - Shoji Nango
- Keimusho no naka (2002) - Hanawa
- Mohou-han (2002) - Yoshio Arima
- Go (2001) - Hideyoshi (padre di Sugihara)
- Go Heat Man! (2001)
- The Guys from Paradise (2001) - Katsuaki Yoshida
- Sarariiman Kintaro (1999) (è Tsutomo Yamazaki)
- Ah haru (1998) - Sasaichi, Hiroshi's Father
- Beautiful Sunday (1998)
- Shizukana seikatsu (1995)
- Onna zakari (1994) - Cameo (Primo Ministro Tamaru)
- Mizu no tabibito: Samurai kizzu (1993) - Sutonahiko Suminoe
- Bokura wa minna ikiteiru (1993) - Hiroshi Nakaido
- Nakibokuro (1991) - Junichi Mizuta
- Rikyu (1989) - Hideyoshi Toyotomi
- Sweet Home (1989)
- Marusa no onna (1987) - Hideki Gondo
- Tampopo (1985) - Goro
- Ososhiki (1984) - Wabisuke Inoue
- Saraba hakobune (1984) - Sutekichi Tokito
- Dotonborigawa (1982) - Tetsuo Takeuchi
- Daiamondo wa kizutsukanai (1982) - Ichiro Mimura
- Slow na boogie ni shitekure (1981) - un uomo
- Jishin retto (1980) - Director General of Meteorological Agency
- Kagemusha - L'ombra del guerriero (1980) - Nobukado Takeda
- Yashagaike (1979) - Gaukuen Yamazaki
- Sono go no jingi naki tatakai (1979) - Shingo Takagi
- Kotei no inai hachigatsu (1978) - Tadashi Tojo
- Yatsu haka-mura (1977)
- Shin jingi naki tatakai: Kumicho no kubi (1975)
- Onna ikitemasu: Sakariba wataridori (1972) - Zengo Kakimoto
- Kuro no honryu (1972) - Takeshi Yano
- Kaoyaku (1971) - Toshio Sugiura
- Fujisancho (1970)
- Zoku otoko wa tsurai yo (1969)
- Akane-gumo (1967) - Tosuke Kosugi
- Honkon no shiroibara (1965) - Matsumoto
- Sugata Sanshiro (1965) - Genshiro
- Barbarossa (1965) - Sahachi
- Nikutai no gakko (1965) - Senkichi Sato
- Aku no monsho (1964) - Detective Kikuchi/Seiichi Inamura (plays 2 parts)
- Onna no rekishi (1963) - Kohei
- Tasaka wa yondeiru (1963)
- Gojuman-nin no isan (1963) - Tsukuda
- Anatomia di un rapimento (1963) - Ginjiro Takeuchi, medico interno
- Heso no taisho (1962)
- Musume to watashi (1962)
- Ashita aru kagiri (1962)
- Sono bashoni onna arite (1962)
- Tokyo yawa (1961) - Shinichi, Diplomat's Son, the Bartender
- Chi no hate ni ikuru mono (1960)
- Daigaku no sanzokutachi (1960)

### Televisione
- Roosevelt Game (2014)
- Saikō no jinsei no owarikata - Ending Planner (TBS, 2012)
- Quilt no Ie (NHK, 2012)
- Akai Yubi - Shinzanmono Kaga Kyouichiro Futatabi! (TBS / 2011) - Takamasa Kaga
- Ano Hi Bokura no Inochi wa Toiretto Pepa yori mo Karukatta (NTV / 2008)
- Honto to Uso to Tequila (TV Tokyo, 2008)
- Kurosagi - Il truffatore nero (TBS, 2006)
- Tenka Souran (TV Tokyo, 2006)
- Futatsu no Sokoku (NTV, 2005)
- Chichi no Umi, Boku no Sora (NTV, 2004)
- Tsugumi e... (TV Asahi, 2000)
- Seikimatsu no Uta (NTV, 1998)
- San Shimai (NHK, 1967)

## Doppiatori italiani
- Massimo Turci in Anatomia di un rapimento
- Luigi Pistilli in Kagemusha - L'ombra del guerriero
- Sergio Rossi in Tampopo
- Saverio Moriones in The Guys from Paradise
- Franco Zucca in Departures
- Tony Fuochi in Space Battleship Yamato
- Mario Brusa in Proteggi l'assassino - Shield of Straw